# Edward Hastings Chamberlin

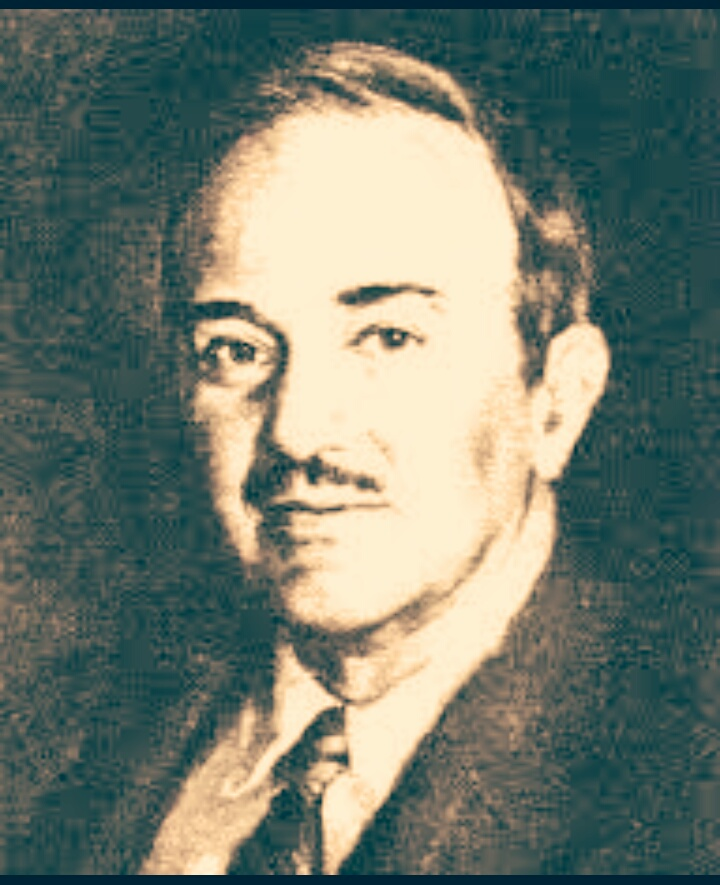
Edward Hastings Chamberlin

Edward Hastings Chamberlin (* 18. Mai 1899 in La Conner,  Washington; † 16. Juli 1967 in Cambridge, Massachusetts) war ein an der Harvard-Universität lehrender US-amerikanischer Nationalökonom.
In seinem Werk The Theory of Monopolistic Competition vertritt Chamberlin die Meinung, dass der reale Markt zwischen den Modellen des Wettbewerbs und des Monopols liegt. Er prägte hierfür den Begriff der monopolistischen Konkurrenz.
Wie auch Robinson hat er dadurch die neoklassische Preistheorie stark beeinflusst.
1936 wurde Chamberlin in die American Academy of Arts and Sciences gewählt.

## Werke
- 1933 The Theory of Monopolistic Competition
- 1957 Towards a More General Theory of Value